# 诸葛珪
诸葛（2世紀—？），字君贡，東漢末年人物，曾任兗州泰山郡丞。蜀漢丞相諸葛亮的父親。
共育有三男兩女：長子諸葛瑾後為東吳大將軍；次子諸葛亮後為蜀漢丞相；幼子諸葛均亦仕蜀漢；次女嫁于襄陽名士龐山民；长女一说嫁於荊州望族子弟蒯祺。